# Erwin Josi
Erwin Josi (Adelboden, 1º marzo 1955) è un ex sciatore alpino svizzero.

## Biografia
Discesista puro, nella stagione 1975-1976 in Coppa Europa si piazzò 2º nella classifica di specialità; in Coppa del Mondo ottenne il primo piazzamento a punti il 15 gennaio 1977 sulla Streif di Kitzbühel chiudendo al 4º posto e tale risultato sarebbe rimasto il migliore di Josi nel massimo circuito internazionale, bissato il 20 gennaio 1979 sulla medesima pista. Ai XIII Giochi olimpici invernali di Lake Placid 1980,  sua unica presenza olimpica, si classificò al 24º posto; l'ultimo risultato della sua carriera agonistica fu il 15º posto ottenuto nella discesa libera di Coppa del Mondo disputata a Sankt Anton am Arlberg il 31 gennaio 1981.

## Palmarès

### Coppa del Mondo
- Miglior piazzamento in classifica generale: 33º nel 1977